# Concert champêtre
Concert champêtre (Landelijk Concert) is een concert van Francis Poulenc voor klavecimbel en orkest, dat ook - met kleine wijzigingen - bestaat in een uitvoering voor piano en orkest.

## Geschiedenis
Het werk is geschreven in 1927-28 voor de klaveciniste Wanda Landowska. Landowska liet vele componisten nieuwe werken schrijven voor haar instrument, zoals ook Manuel de Falla's klavecimbelconcert en diens El retablo de Maese Pedro. Bij de première van dit laatste werk in de salon van Winnaretta Singer ontmoetten Poulenc en Landowska elkaar voor het eerst.
Na een besloten uitvoering waarin Poulenc de orkestpartijen op piano speelde, werd het stuk ten doop gehouden op 3 mei 1929 in de Salle Pleyel in Parijs, waarin Landowska de solopartij speelde en begeleid werd door het Parijse Symfonie Orkest onder leiding van Pierre Monteux.

## Bezetting
Zoals veel klavecimbelconcerten uit de 20e eeuw werd ook dit concert geschreven voor het 'moderne' klavecimbel dat door Pleyel in samenwerking met Landowska ontwikkeld was en door vele klavecimbelbouwers werd nagevolgd (dus niet specifiek voor een 17e- of 18e-eeuws exemplaar). Desondanks nam Trevor Pinnock het werk op met een 3-manualig Hass-klavecimbel, dat beschikte over de registers 16' 8' 8 ' 4' 2', luit, 2 gedempte registers en 2 gekoppelde). Het orkest kent de volgende bezetting: 2 fluiten, piccolo, 2 hobo's, althobo, 2 klarinetten, 2 fagotten, 4 hoorns, 2 trompetten, trombone, tuba, pauken, snare drum, tamboerijn, triangel, grote trom, bekkens, xylofoon en strijkers (8 1e violen, 8 2e violen, 4 altviolen, 4 celli, 4 contrabassen).

## Delen
Het werk bestaat uit drie delen (snel-langzaam-snel):
1. Allegro molto - Adagio - Allegro molto
2. Andante: Mouvement de Sicilienne
3. Finale: Presto très gai

Een typische uitvoering duurt circa 25 minuten.

## Karakter
Het werk verwijst naar de barokke stijl, waarin het klavecimbel een prominente rol vervulde, door zowel melodisch, ritmisch, harmonisch en in structuur terug te grijpen op de klavecimbelconcerten van de barok, hoewel het idioom niet constant zeer uitgesproken tonaal is en er diverse slagwerkeffecten plaatsvinden op het klavecimbel.
Gerard van Rooij schrijft over de muziek:
"Het eerste deel van het concert opent met een Stravinsky-achtige fanfare waarop het klavecimbel antwoordt met een reeks akkoorden. Het Allegro molto is meer een suite van dansen dan een traditioneel sonatedeel. Het Andante, dat de aanwijzing mouvement de sicilienne heeft meegekregen, ademt een achttiende-eeuwse sfeer. Een passage gespeeld door gedempte strijkers begeleid door het klavecimbel doet herinneren aan Fauré. Net zoals het openingsdeel begint de Finale met de aanwijzing très gai (zeer vrolijk). Dit wordt vervolgens afgewisseld met de aanwijzingen très court (kort), très léger (licht) en très sec (droog): tezamen een passende karakterisering van het deel. Twee maten lange achttiende-eeuwse klavecimbelfiguren worden tegen elkaar uitgespeeld als bij een volksliedje of kinderliedje."
Nadat Poulenc Landowska het werk had horen spelen zei hij:
"Hoe kan ik je mijn emotie vertellen, nadat ik mijn godin de Champêtre heb horen spelen? Wat een vreugde gaf je me! Ik voelde me plotseling weer jong en gelukkig."